# Saint-Germain-en-Coglès
Saint-Germain-en-Coglès är en kommun i departementet Ille-et-Vilaine i regionen Bretagne i nordvästra Frankrike. Kommunen ligger i kantonen Saint-Brice-en-Coglès som tillhör arrondissementet Fougères-Vitré. År 2022 hade Saint-Germain-en-Coglès 2 091 invånare.

## Befolkningsutveckling
Antalet invånare i kommunen Saint-Germain-en-Coglès
Referens:INSEE